# اچی نو تاکوتسو
اچی نو تاکوتسو (به انگلیسی: kanji 朴市田来津) مرگ در ۶۶۳ در نبرد بک گانگ در نیهون شوکی سال ۶۶۱ ثبت شده‌است. امپراتور تنجی گروهی از ژنرال‌ها را برای کمک به کشور باکجه در جنگ علیه دودمان تانگ و دودمان شیلا پادشاهی شیلا فرستاد. . در آنچه تقریباً می‌توانست به عنوان یک یادداشت فرعی در نظر گرفته شود، در متن آمده‌است: اچی نو تاکوتسو برای کمک به باکجه ارسال شد. گفته می‌شود که اچی نو تاکوتسو با مرگ قهرمانانه در بک گانگ درگذشت و «ده‌ها مرد» را به قتل رساند.